# Шатијон Колињи
Шатијон Колињи (фр. Châtillon-Coligny) насеље је и општина у централној Француској у региону Центар (регион), у департману Лоаре која припада префектури Монтаржи.
По подацима из 2004. године у општини је живело 1 939 становника, а густина насељености је износила 76,8 становника/km². Општина се простире на површини од 25,53 km². Налази се на средњој надморској висини од 123 m метара (максималној 179 m, а минималној 115 m m).

## Демографија
| 1962. | 1968. | 1975. | 1982. | 1990. | 1999. | 2011. |
| ----- | ----- | ----- | ----- | ----- | ----- | ----- |
| 1.777 | 1.815 | 1.749 | 1.767 | 1.903 | 1.946 | 2.001 |

График промене броја становника у току последњих година